# 후시미야촌
후시미야촌(伏見屋村)은 아이치현 헤키카이군에 설치되었던 촌이다. 현재의 헤키난시에 해당한다.